# 소피의 세계
《소피의 세계》(노르웨이어: Sofies verden)는 1991년에 출판된 요슈타인 가아더의 소설이다. 원작은 노르웨이어로 쓰여졌고 1995년의 영문판을 비롯하여 세계 35개국에서 출간되었다.
호기심과 탐구심이 많은 소피 아문젠이라는 소녀와 비밀투성이 아저씨 알베르토 크녹스가, 철학과 철학자들에 대하여 나누는 대화로 구성되어 있다. 소피의 세계는 북유럽과 독일에서 베스트셀러가 되었고 1994년에는 독일 청소년 문학상을 받았다. 노르웨이에서 영화로 제작된 적이 있고 오스트레일리아에서는 TV시리즈로 제작된 바 있다.
사람들이 대개 복잡하다고 생각했던 철학을 소피라는 한 소녀의 눈으로 쉽고도 재미있게 서술하여, 유익한 철학 입문서로 평가받고 있다.
한국에서는 초판본 발행시에 각 부별로 분권되어 있던 것을 후에 한 권으로 묶였으며, 소피의 세계를 위한 워크북도 출간되어 있다.

## 목차

### 제1부
- 에덴 동산
- 마술사의 모자
- 신화
- 자연철학자들
- 데모크리토스
- 운명
- 소크라테스
- 아테네
- 플라톤
- 소령의 오두막
- 아리스토텔레스
- 헬레니즘
- 우편엽서
- 두 문화권

### 제2부
- 중세
- 르네상스
- 바로크
- 데카르트
- 스피노자
- 로크
- 흄
- 버클리
- 비예켈리
- 계몽주의

### 제3부
- 칸트
- 낭만주의
- 헤겔
- 키에르케고르
- 마르크스
- 다윈
- 프로이트
- 우리들의 시대
- 가든 파티
- 대위법
- 빅뱅

## 같이 보기
- 신플라톤주의